# روب غريفز
روب غريفز (بالإنجليزية: Rob Graves)‏ هو كاتب أغاني أمريكي، ولد في 18 مايو 1973.

## وصلات خارجية
- روب غريفز على موقع IMDb (الإنجليزية)
- روب غريفز على موقع ميوزك برينز (الإنجليزية)
- روب غريفز على موقع أول ميوزيك (الإنجليزية)
- روب غريفز على موقع ديسكوغز (الإنجليزية)